# 1339 Désagneauxa
1339 Désagneauxa eller 1934 XB är en asteroid i huvudbältet som upptäcktes den 4 december 1934 av den franske astronomen Louis Boyer vid Algerobservatoriet. Den har fått sitt namn efter upptäckarens svåger.
Asteroiden har en diameter på ungefär 24 kilometer och den tillhör asteroidgruppen Eos.